# Elisabetta Querini

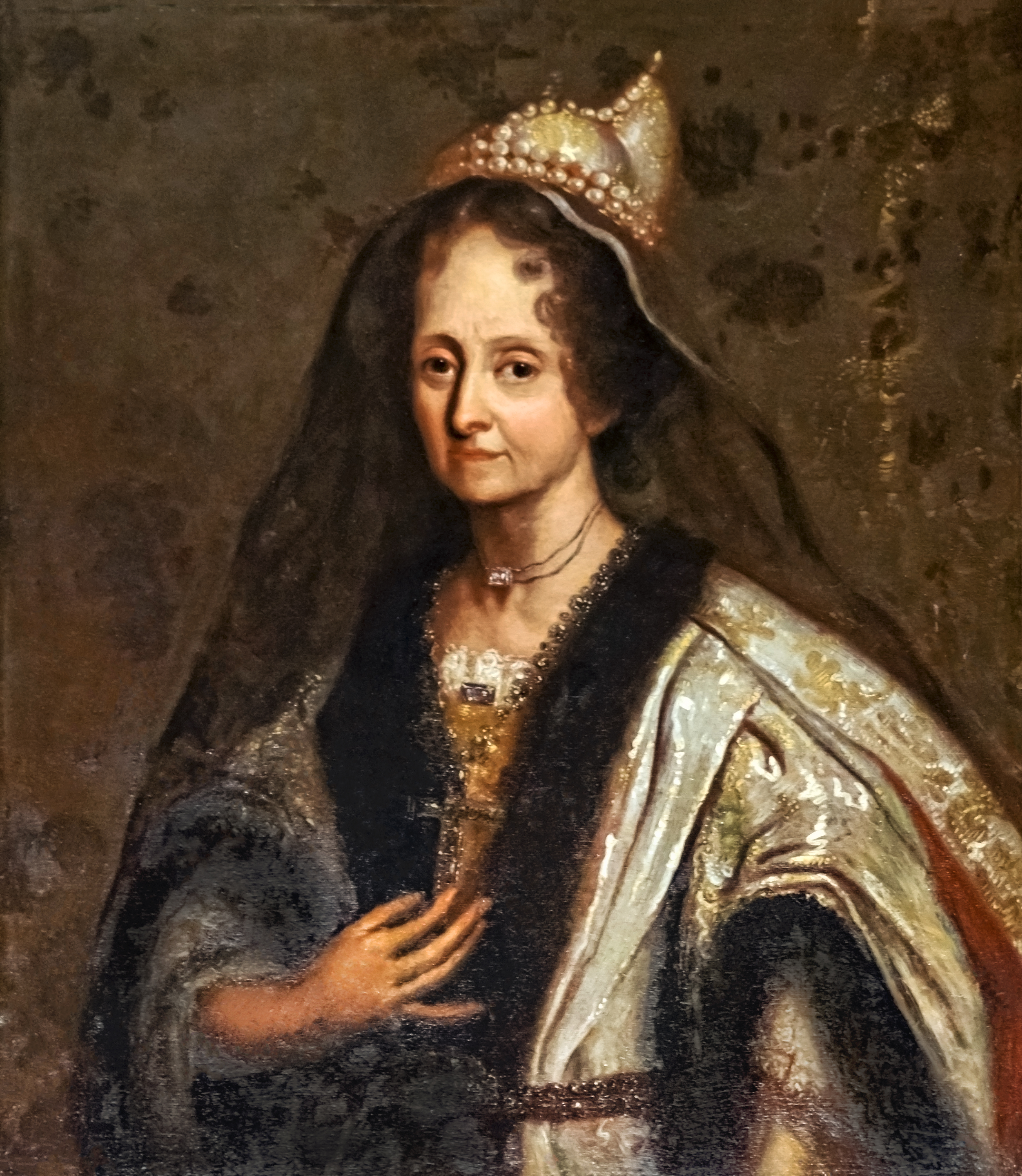
Nicolò Cassana: Elisabetta Querini, Porträt von 1694, Öl auf Leinwand, Museo Correr

Elisabetta Querini (* 12. November 1628 in Venedig; † 19. Januar 1709 ebenda) war die letzte gekrönte Dogaressa der Republik Venedig.

## Leben
Elisabetta wurde als Tochter des Prokurators Paolo Querini vom Familienzweig der Stampalia und dessen Frau Bianca Ruzzini, aus deren Familie der Doge Carlo Ruzzini hervorging, geboren. Die Familie Querini bewohnte einen Palast in der Nähe von Santa Maria Formosa, heute Sitz der Fondazione Querini Stampaglia.
Elisabetta besaß neben 10 Häusern in der Nähe des Familienpalastes Ländereien bei Padua, in Polesine und in der Nähe von Verona sowie eine Gießerei bei Mira. Am 7. Juli 1649 heiratete sie den 18-jährigen Silvestro Valier, Sohn des Dogen Bertuccio Valier. Sie brachte eine Mitgift in Höhe von 40.000 Dukaten in die Ehe.
Obwohl Silvestro bisher kein Amt im Dienst der Republik bekleidet hatte, wurde er am 1. August desselben Jahres gegen 20.500 Dukaten zum procuratore di sopra ernannt, eines der prestige- und einflussreichsten Ämter überhaupt, die die Republik zu vergeben hatte, und das traditionell eine Empfehlung für das Dogenamt darstellte. Elisabetta und Silvestro liebten beide das Kartenspiel, führten ein luxuriöses und verschwenderisches Leben und repräsentierten als Begleiter von hochrangigen Staatsgästen, wie Margarita, Infantin von Spanien, die Serenissima.
Am 25. Februar 1694 wurde Silvestro zum Dogen gewählt. Am 4. März wurde Elisabetta mit großem Pomp im Dogenpalast mit einem goldenen mit Edelsteinen besetzten Corno zur Dogaressa gekrönt, was laut einem Gesetz von 1645 verboten war. Nach der Dogenwahl verteilten beide großzügig an das Volk silberne Oselle, wie sie sich auch durch Veranstaltungen von Festen und Vergnügungen beim Volk beliebt machten.

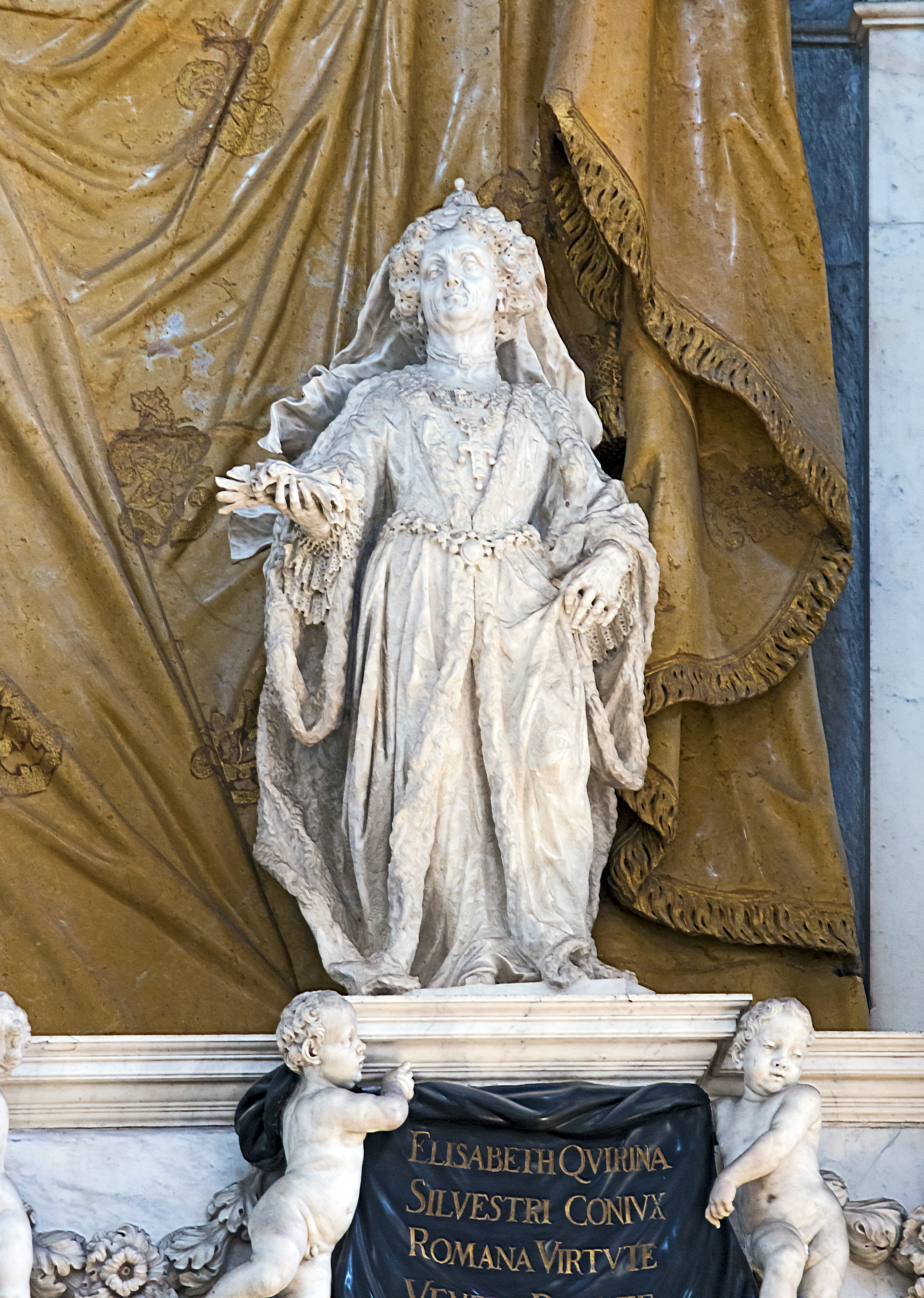
Giovanni Bonazza (1654–1736): Elisabetta Querini, San Zanipolo

Im Jahre 1700 verstarb der Doge. Als Witwe beaufsichtigte Elisabetta Querini den Bau eines riesigen Grabmonuments in San Zanipolo, in dem sie neben den beiden Valier-Dogen beigesetzt wurde. Das Valier-Grabmal, errichtet zwischen 1705 und 1708 nach einem Entwurf von Andrea Tirali, ist das letzte der großen Dogengrabmäler Venedigs.
Elisabetta verstarb kinderlos. Sie vermachte einen Teil ihres Vermögens ihrem Vetter Giovanni Antonio Ruzzini, Vater von elf Kindern und Bruder des späteren Dogen Carlo Ruzzini. Für sich selbst bestellte sie in ihrem Testament tausend Messen. Sie bedachte eine Reihe von Verwandten, Freunden, Kirchen und wohltätigen Institutionen mit Legaten, darunter eine Summe von 10.000 Dukaten an das Ospedale der Zitelle.